# Бондар Вікторія Ігорівна
Вікто́рія І́горівна Бо́ндар (* 1995) — українська велосипедистка на шосе та на треку.

## З життєпису
Народилася 1995 року. Виступає у жіночій команді Lviv Cycling Team. Представляючи Україну на міжнародних змаганнях, брала участь у одноденних та багатоденних шосейних та трекових гонках, Чемпіонатах Європи, з 2015 року.
Чемпіонка України в командному спринті серед жінок-2014. На Гран-прі Галичини — 2-га в командному спринті (з Валерією Залізною) і 3-тя в кейріні.
Переможниця міжнародної трекової гонки омніум «Gran prix Galychina”
2016 — 3-тя в гонці, Гран-прі Галичини.
2017 — в Львові на Зимовому чемпіонаті України (олімпійські номери програми) з велоспорту на треку у командному спринті (жінки) — перша -вона та Года Анастасія.
Учасниця Чемпіонату Європи з велоспорту на треку-2016 (велодром Сен-Кентен-ан-Івелін)
Посіла призові місяця на Чемпіонаті України-2020.
У Дніпрі на чемпіонаті України з велоспорту на шосе серед юнаків та дівчат стала абсолютною чемпіонкою. Бронзова медалістка Чемпіонату Європи з трекового велоспорту-2020 (Пловдив) — вона та Ганна Нагірна, Тетяна Клімченко і Юлія Бірюкова.